# ديفيد ألونسو لوبيز
ديفيد ألونسو لوبيز (بالإسبانية: David Alonso López)‏ مواليد 24 نوفمبر 1977 في ولاية سونورا، المكسيك، هو ملاكم محترف مكسيكي يصنف ضمن فئة الوزن الثقيل.

## إحصائيات
خاض خلال مسيرته 56 نزالا، فاز في 41 وتعادل في 1 وخسر في 14. فاز بالضربة القاضية في 23 نزالا.

## روابط خارجية
- ديفيد ألونسو لوبيز على موقع بوكس ريك (الإنجليزية) (registration required)